# Juan Álvarez Sagredo
Juan Álvarez Sagredo fue un profesor de Gramática y retórico español.

## Biografía
Natural de Burgos, se sabe poco de sus primeros años de vida. Por un poema adjuntado en los preliminares de una obra, se sabe que tenía un hermano llamado Mateo, aficionado, como él, a las letras. Juan estudió Teología en el Seminario de Burgos.
Finalizados los estudios, ejerció de docente presbítero de Literatura y Gramática en el Colegio de Laicos de San Lorenzo de El Escorial. Trabajo también en la ampliación de un diccionario a la manera del Lexicon hoc est Dictionarium ex sermone latino in hispaniensem de Antonio de Nebrija, en el que colaboró con la adición de los barbarismos en los que se incurre en el habla cotidiana.